# Mengomeyén
Mengomeyén è una città della Guinea Equatoriale. Si trova nella Provincia Wele-Nzas, nella parte continentale del paese.